# Andrefallet
Der Andrefallet (norwegisch für Zweiter Fall, Anderer Fall) ist ein Gletscherbruch im ostantarktischen Königin-Maud-Land. Er ist neben dem Førstefallet einer von zwei benachbarten Eisfällen in der Umgebung der norwegischen Troll-Station im nördlichen Teil der Gjelsvikfjella.
Norwegische Wissenschaftler nahmen 2007 seine Benennung vor.